# Vetenskapsåret 1923

## Händelser

### Biologi
- Okänt datum -  Karl von Frisch publicerar "Sprache‘ der Bienen. Eine tierpsychologische Untersuchung".[1]

### Fysik
- 11 juli - Albert Einstein besöker Jubileumsutställningen i Göteborg och håller en föreläsning i kongresshallen.

### Kemi
- Okänt datum - D. Coster och G. von Hevesey upptäcker grundämnet Hafnium i Köpenhamn.

### Paleontologi
- 13 juli - En American Museum of Natural History-expedition till Mongoliet, ledd av Roy Chapman Andrews, blir först i världen att upptäcka  fossila dinosaurie-ägg. Ursprungligen antas de tillhöra ceratopsiernas Protoceratops, men fastställdes 1995 att tillhöra theropodernas Oviraptor.[2]

### Teknik
- 9 januari - Juan de la Cierva uppfinner autogiron, ett flygplan med fritt roterande vinge.

## Pristagare
- Bigsbymedaljen: Edward Battersby Bailey [3]
- Brucemedaljen: Benjamin Baillaud
- Copleymedaljen: Horace Lamb
- De Morgan-medaljen: Percy Alexander MacAhon
- Murchisonmedaljen: John Joly
- Nobelpriset: [4]
  - Fysik: Robert A. Millikan
  - Kemi: Fritz Pregl
  - Fysiologi/Medicin: Frederick G. Banting, John Macleod
- Royal Medal: Napier Shaw, Charles J. Martin
- Wollastonmedaljen: William Whitaker [5]

## Födda
- 13 februari - Chuck Yeager, testpilot.
- 9 mars - Walter Kohn, fysiker.
- 2 april - G. Spencer-Brown, matematiker.
- 2 september - René Thom, fransk matematiker och Fieldsmedaljör.
- 9 september - Daniel Carleton Gajdusek, virolog.
- 18 november - Alan Shepard (död 1998), astronaut.

## Avlidna
- 10 februari - Wilhelm Röntgen, 77, fysiker, upptäckare av röntgenstrålningen, Nobelpristagare.
- 24 februari - Edward Morley, 85, kemist.
- 8 mars - Johannes Diderik van der Waals, 85, fysiker.
- 27 mars - James Dewar, 80, kemist.

### Fotnoter
1. ↑  Zoologische Jahrbücher (Physiologie) 40: pp. 1–186.
2. ↑  Fastovsky, David. ”Life and Death in a 70 Million-Year-Old Sand Sea”. Arkiverad från originalet den 27 oktober 2018. https://web.archive.org/web/20181027222109/http://www.gso.uri.edu/maritimes/Back_Issues/00%20Summer/Text(htm)/protoceratops.htm. Läst 14 februari 2011.
3. ↑  ”Geological Society”. Arkiverad från originalet den 5 juni 2011. https://web.archive.org/web/20110605101836/http://www.geolsoc.org.uk/gsl/society/history/page753.html. Läst 13 april 2011.
4. ↑  ”Nobelpriset”. http://nobelprize.org/nobel_prizes/lists/all/index.html. Läst 10 april 2011.
5. ↑  ”Geological Society”. Arkiverad från originalet den 5 juni 2011. https://web.archive.org/web/20110605102217/http://www.geolsoc.org.uk/gsl/society/history/page750.html. Läst 14 april 2011.